# Pasqual Ferry

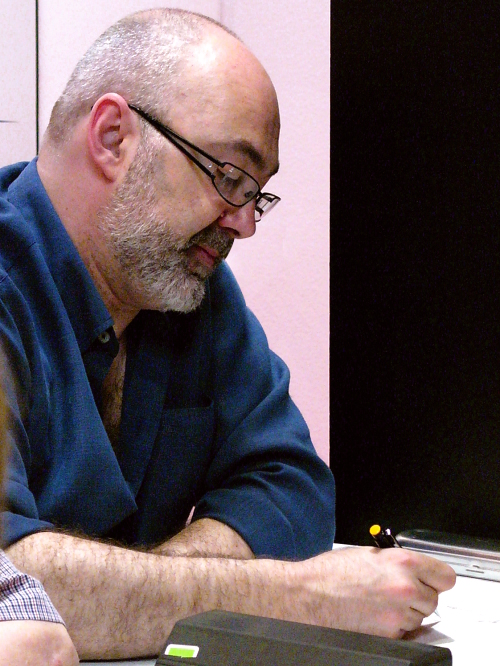
Pasqual Ferry 2009

Pasqual Ferry (* 24. März 1961 in Spanien; eigentlich Pascual Ferrándiz Arroyo; alternative Pseudonyme  Paschalis, Pascual und Pascal Ferry) ist ein spanischer Comiczeichner.

## Leben und Arbeit
Ferry begann in den frühen 1990er Jahren als hauptberuflicher Comiczeichner zu arbeiten. Seither hat er vor allem Engagements für die beiden führenden US-amerikanischen Comicverlage DC-Comics und Marvel Comics wahrgenommen. Für DC zeichnete Ferry dabei Hefte der Serien Action Comics (#786–789, 792–793, 798, 800) und Superboy, sowie die Miniserie Adam Strange: Planet Heist (#1–8) und den One Shot Seven Soldiers: Mister Miracle.
Für Marvel gestaltete er Hefte der Titel Plasmer, Heroes for Hire, 2099: World of Tomorrow (1996) und Warlock (1999). Zu den Autoren mit denen Ferry in der Vergangenheit besonders häufig zusammengearbeitet hat zählen dabei unter anderen Joe Kelly und Grant Morrison.
| Personendaten    | Personendaten            |
| ---------------- | ------------------------ |
| NAME             | Ferry, Pasqual           |
| KURZBESCHREIBUNG | spanischer Comiczeichner |
| GEBURTSDATUM     | 24. März 1961            |
| GEBURTSORT       | Spanien                  |